# Law & Order
Law & Order és una sèrie de televisió dels Estats Units de drama legal i procedimental de la policia, creada per Dick Wolf i produïda per Wolf Entertainment. La sèrie es va estrenar el 13 de setembre de 1990 i va completar la seva vintena i inicialment darrera temporada el 24 de maig de 2010, i va ser emesa en la seva totalitat a la NBC.
Ambientada i filmada a la ciutat de Nova York, la sèrie segueix un enfocament en dues parts: la primera mitja hora és la investigació d'un crim (normalment assassinat) i l'arrest d'un sospitós per part dels detectius del departament de policia de la ciutat; la segona meitat és el processament de l'acusat per part de l'oficina del fiscal del districte de Manhattan. Sovint, les trames es basen en casos reals que havien estat titulars recents, encara que la motivació del crim i l'autor podien ser diferents.
L'espectacle ha tingut un repartiment rotatiu al llarg dels anys. Entre els membres principals del repartiment de més durada hi havia Steven Hill com el fiscal de districte Adam Schiff (temporades 1-10), Jerry Orbach com a detectiu Lennie Briscoe (temporades 3-14), S. Epatha Merkerson com a tinent Anita Van Buren (temporades 4-20), Sam Waterston com a fiscal de districte assistent executiu Jack McCoy (temporades 5-21; més tard fiscal de districte) i Jesse L. Martin com el detectiu Ed Green (temporades 10-18).
Les vint temporades de Law & Order són només per darrere del seu spin-off Law & Order: Special Victims Unit (1999-present) per a la sèrie estatunidenca amb guió d'acció en directe més llarga. L'èxit de la sèrie ha portat a la creació d'espectacles addicionals, fent de Law & Order una franquícia, amb també una pel·lícula de televisió, diversos videojocs i adaptacions internacionals de la sèrie. Ha guanyat i ha estat nominada a nombrosos premis al llarg dels anys, inclosos diversos premis Emmy.
El 14 de maig de 2010, NBC va anunciar que havia cancel·lat Law & Order i que emetria el seu episodi final el 24 de maig de 2010. Immediatament després de la cancel·lació del programa, Wolf va intentar trobar una nova llar per a la sèrie. Aquells intents van fracassar, i el juliol de 2010, Wolf va declarar que la sèrie ara s'havia "traslladat als llibres d'història".
El 28 de setembre de 2021, NBC va anunciar que s'havia ordenat una 21a temporada, que s'estrenarà el 24 de febrer de 2022.

## Personatges
| Actor                | Personatge        | Rang/Càrrec                                                     | Temporades  | Temporades        | Temporades     | Notes                                       |
| Actor                | Personatge        | Rang/Càrrec                                                     | Habitual    | Recorrent         | Convidat       | Notes                                       |
| -------------------- | ----------------- | --------------------------------------------------------------- | ----------- | ----------------- | -------------- | ------------------------------------------- |
| George Dzundza       | Max Greevey       | Sergent                                                         | 1           |                   |                |                                             |
| Chris Noth           | Mike Logan        | Detectiu júnior                                                 | 1–5         |                   |                | També apareix a Exiled: A Law & Order Movie |
| Dann Florek          | Donald Cragen     | Capità                                                          | 1–3         |                   | 5, 10 i 15     | També apareix a Exiled: A Law & Order Movie |
| Michael Moriarty     | Ben Stone         | Ajudant del fiscal del districte executiu                       | 1–4         |                   |                |                                             |
| Richard Brooks       | Paul Robinette    | Ajudant del fiscal del districte                                | 1–3         |                   | 6, 16 i 17     |                                             |
| Steven Hill          | Adam Schiff       | Fiscal del districte                                            | 1–10        |                   |                |                                             |
| Paul Sorvino         | Phil Cerreta      | Sergent                                                         | 2–3         |                   | 3              |                                             |
| Jerry Orbach         | Lennie Briscoe    | Detectiu sènior                                                 | 3–14        |                   |                |                                             |
| Carolyn McCormick    | Elizabeth Olivet  | Psicòloga                                                       | 3–4         | 5–7, 13–14, 16–18 | 2, 9–10, 19–20 |                                             |
| S. Epatha Merkerson  | Anita Van Buren   | Tinent                                                          | 4–20        |                   |                |                                             |
| Jill Hennessy        | Claire Kincaid    | Ajudant del fiscal del districte                                | 4–6         |                   |                |                                             |
| Sam Waterston        | Jack McCoy        | Ajudant del fiscal del districte executiu, Fiscal del districte | 5–17 18–21  |                   |                |                                             |
| Benjamin Bratt       | Rey Curtis        | Detectiu júnior                                                 | 6–9         |                   | 20             |                                             |
| Carey Lowell         | Jamie Ross        | Ajudant del fiscal del districte                                | 7–8         |                   | 10–11          |                                             |
| Angie Harmon         | Abbie Carmichael  | Ajudant del fiscal del districte                                | 9–11        |                   |                |                                             |
| Jesse L. Martin      | Ed Green          | Detectiu júnior, Detectiu sènior                                | 10–16 17–18 |                   |                |                                             |
| Dianne Wiest         | Nora Lewin        | Fiscal del districte interí                                     | 11–12       |                   |                |                                             |
| Elisabeth Röhm       | Serena Southerlyn | Ajudant del fiscal del districte                                | 12–15       |                   |                |                                             |
| Fred Dalton Thompson | Arthur Branch     | Fiscal del districte                                            | 13–17       |                   |                |                                             |
| Dennis Farina        | Joe Fontana       | Detectiu sènior                                                 | 15–16       |                   |                |                                             |
| Michael Imperioli    | Nick Falco        | Detectiu júnior                                                 | 15          |                   | 16             | Assignat temporalment                       |
| Annie Parisse        | Alexandra Borgia  | Ajudant del fiscal del districte                                | 15–16       |                   |                |                                             |
| Milena Govich        | Nina Cassady      | Detectiu júnior                                                 | 17          |                   |                |                                             |
| Alana de la Garza    | Connie Rubirosa   | Ajudant del fiscal del districte                                | 17–20       |                   |                |                                             |
| Jeremy Sisto         | Cyrus Lupo        | Detectiu júnior, Detectiu sènior                                | 18 18–20    |                   |                |                                             |
| Linus Roache         | Michael Cutter    | Ajudant del fiscal del districte executiu                       | 18–20       |                   |                |                                             |
| Anthony Anderson     | Kevin Bernard     | Detectiu júnior                                                 | 18–21       |                   |                |                                             |
| Jeffrey Donovan      | Frank Cosgrove    | Detectiu                                                        | 21          |                   |                |                                             |
| Camryn Manheim       | Kate Dixon        | Tinent                                                          | 21          |                   |                |                                             |
| Hugh Dancy           | Nathan Price      | Ajudant del fiscal del districte                                | 21          |                   |                |                                             |
| Odelya Halevi        | Samantha Maroun   | Ajudant del fiscal del districte                                | 21          |                   |                |                                             |

## Episodis
| Temporada | Temporada | Episodis        | Episodis        | Dates d’emissió        | Dates d’emissió    | Rànquing | Classificació promig/ Promig d'espectadors |
| Temporada | Temporada | Episodis        | Episodis        | Primera emissió        | Última emissió     | Rànquing | Classificació promig/ Promig d'espectadors |
| --------- | --------- | --------------- | --------------- | ---------------------- | ------------------ | -------- | ------------------------------------------ |
|           | 1         | 22              | 22              | 13 de setembre de 1990 | 9 de juny de 1991  | #46      | 12,1                                       |
|           | 2         | 22              | 22              | 17 de setembre de 1991 | 12 de maig de 1992 | #46      | 12,3                                       |
|           | 3         | 22              | 22              | 23 de setembre de 1992 | 19 de maig de 1993 | #56      | 10,2                                       |
|           | 4         | 22              | 22              | 15 de setembre de 1993 | 25 de maig de 1994 | #38      | 11,9                                       |
|           | 5         | 23              | 23              | 21 de setembre de 1994 | 24 de maig de 1995 | #27      | 11,6                                       |
|           | 6         | 23              | 23              | 20 de setembre de 1995 | 22 de maig de 1996 | #24      | 10,9                                       |
|           | 7         | 23              | 23              | 18 de setembre de 1996 | 21 de maig de 1997 | #27      | 10,5                                       |
|           | 8         | 24              | 24              | 24 de setembre de 1997 | 20 de maig de 1998 | #24      | 14,1                                       |
|           | 9         | 24 + pel·lícula | 24 + pel·lícula | 23 de setembre de 1998 | 26 de maig de 1999 | #20      | 13,8                                       |
|           | 10        | 24              | 24              | 22 de setembre de 1999 | 24 de maig de 2000 | #13      | 16,3                                       |
|           | 11        | 24              | 24              | 18 d'octubre de 2000   | 23 de maig de 2001 | #11      | 17,7                                       |
|           | 12        | 24              | 24              | 26 de setembre de 2001 | 22 de maig de 2002 | #7       | 18,7                                       |
|           | 13        | 24              | 24              | 2 d'octubre de 2002    | 21 de maig de 2003 | #10      | 17,3                                       |
|           | 14        | 24              | 24              | 24 de setembre de 2003 | 19 de maig de 2004 | #14      | 15,9                                       |
|           | 15        | 24              | 24              | 22 de setembre de 2004 | 18 de maig de 2005 | #25      | 13,0                                       |
|           | 16        | 22              | 22              | 21 de setembre de 2005 | 17 de maig de 2006 | #35      | 11,2                                       |
|           | 17        | 22              | 22              | 22 de setembre de 2006 | 18 de maig de 2007 | #54      | 9,4                                        |
|           | 18        | 18              | 18              | 2 de gener de 2008     | 21 de maig de 2008 | #38      | 9,7                                        |
|           | 19        | 22              | 22              | 5 de novembre de 2008  | 3 de juny de 2009  | #62      | 8,2                                        |
|           | 20        | 23              | 23              | 25 de setembre de 2009 | 24 de maig de 2010 | #60      | 7,2                                        |
|           | 21        | TBA             | TBA             | 24 de febrer de 2022   | TBA                | TBA      | TBA                                        |

1. ↑  A les llars; temporades 1–7
2. ↑  En milions; temporades 8–20

## Spin-offs, tie-ins i adaptacions
La longevitat i l'èxit de Law & Order ha donat lloc a sis sèries de televisió estatunidenques (Law & Order: Special Victims Unit, Law & Order: Criminal Intent, Law & Order: Trial by Jury, Law & Order: Los Angeles, Law & Order True Crime i Law & Order: Organized Crime), així com una pel·lícula de televisió (Exiled: A Law & Order Movie), totes les quals fan servir el nom de Law & Order. Encara que inicialment hi havia temors que el fracàs d'aquests espectacles pogués perjudicar la sèrie original, es va considerar que el nom de marca era necessari a causa de la conveniència comercial que aquest nom de marca crea. Per diferenciar-la d'altres sèries de la franquícia, els productors i crítics anomenen Law & Order com "The Mother Ship".
La sèrie (i els seus derivats) van compartir un univers amb la sèrie Homicide: Life on the Street, amb els dos compartint diversos episodis creuats.
La sèrie original també ha estat adaptada per a la televisió britànica com a Law & Order: UK, amb l'escenari canviat a Londres. De la mateixa manera, Law & Order: Criminal Intent ha estat adaptat per a la televisió francesa i russa amb els títols respectius Paris enquêtes criminelles i Закон и порядок. Преступный умысел, i Law & Order: Special Victims Unit també ha tingut una versió russa, Закон и Порядок: Отдел Оперативных Расследований.